# Acraea ochreata
Acraea ochreata är en fjärilsart som beskrevs av Eltringham 1912. Acraea ochreata ingår i släktet Acraea och familjen praktfjärilar. Inga underarter finns listade i Catalogue of Life.